# Pallidogramme chlorocarpoides
Pallidogramme chlorocarpoides är en lavart som först beskrevs av William Nylander och fick sitt nu gällande namn av Staiger, Kalb & Lücking. 
Pallidogramme chlorocarpoides ingår i släktet Pallidogramme och familjen Graphidaceae.   Inga underarter finns listade i Catalogue of Life.